# Piazza San Salvatore
Piazza San Salvatore, detta anche Piazza della Pupporona o Piazza della Misericordia o Piazza della legna, si trova a Lucca in pieno centro, nei pressi di piazza San Michele, e risale al XII secolo.

## Storia e descrizione
Il nome di piazza San Salvatore deriva dalla presenza della omonima chiesa risalente al XII secolo con almeno un'opera (architrave della porta laterale) attribuita al Biduino; quello di piazza della Misericordia é dovuto alla presenza dell'Arciconfraternita della Misericordia che, entrata in possesso della chiesa e della canonica di San Salvatore nel 1818, da allora vi ha sede; mentre il nome di piazza della legna, meno utilizzato, viene dal fatto che un tempo vi si svolgeva il mercato della legna da ardere.
Sul lato ovest della piazza si affaccia il palazzo Cenami, descritto nel 1676 tra i beni di Felice Cenami, mentre all'angolo con via Calderia si erge una torre medievale mozzata, denominata torre Del Veglio, appartenuta prima alla famiglia dei Ronzini e poi alla consorteria Cerlotti-Del Veglio.

## La Pupporona
È chiamata soprattutto piazza della Pupporona in omaggio alla fontana neoclassica dominata dalla statua di Naiade, disegnata da Lorenzo Nottolini e realizzata da Luigi Camolli tra il 1838 e il 1840, che i lucchesi chiamano pupporona per il suo seno scoperto. La fontana, perfettamente inserita nel contesto urbanistico e architettonico della piazza, è circondata da un recinto di protezione, composto da piastrini in marmo uniti da una ringhiera in ferro per proteggerla dalla circolazione.

## Altre immagini della piazza

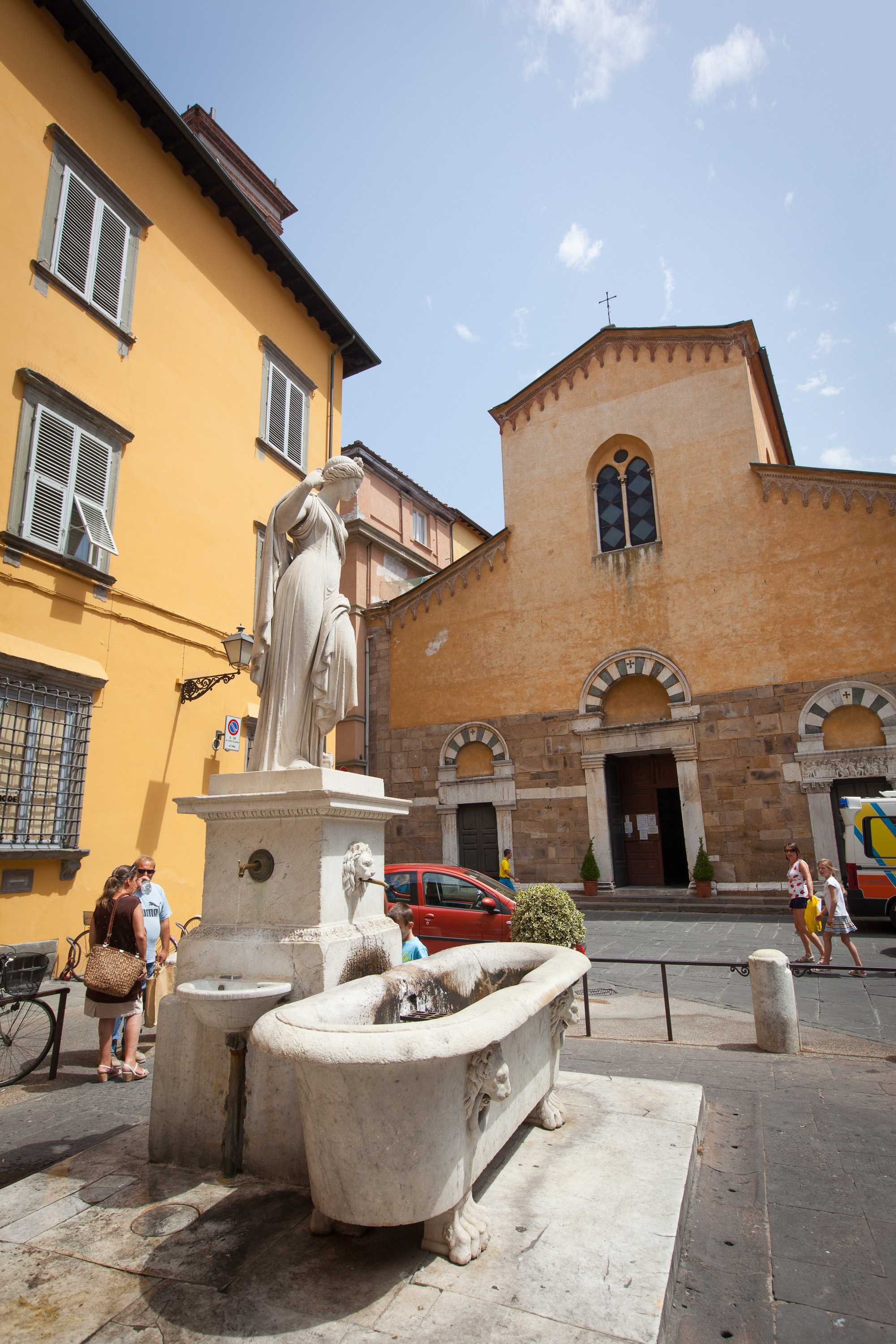
La fontana della Pupporona
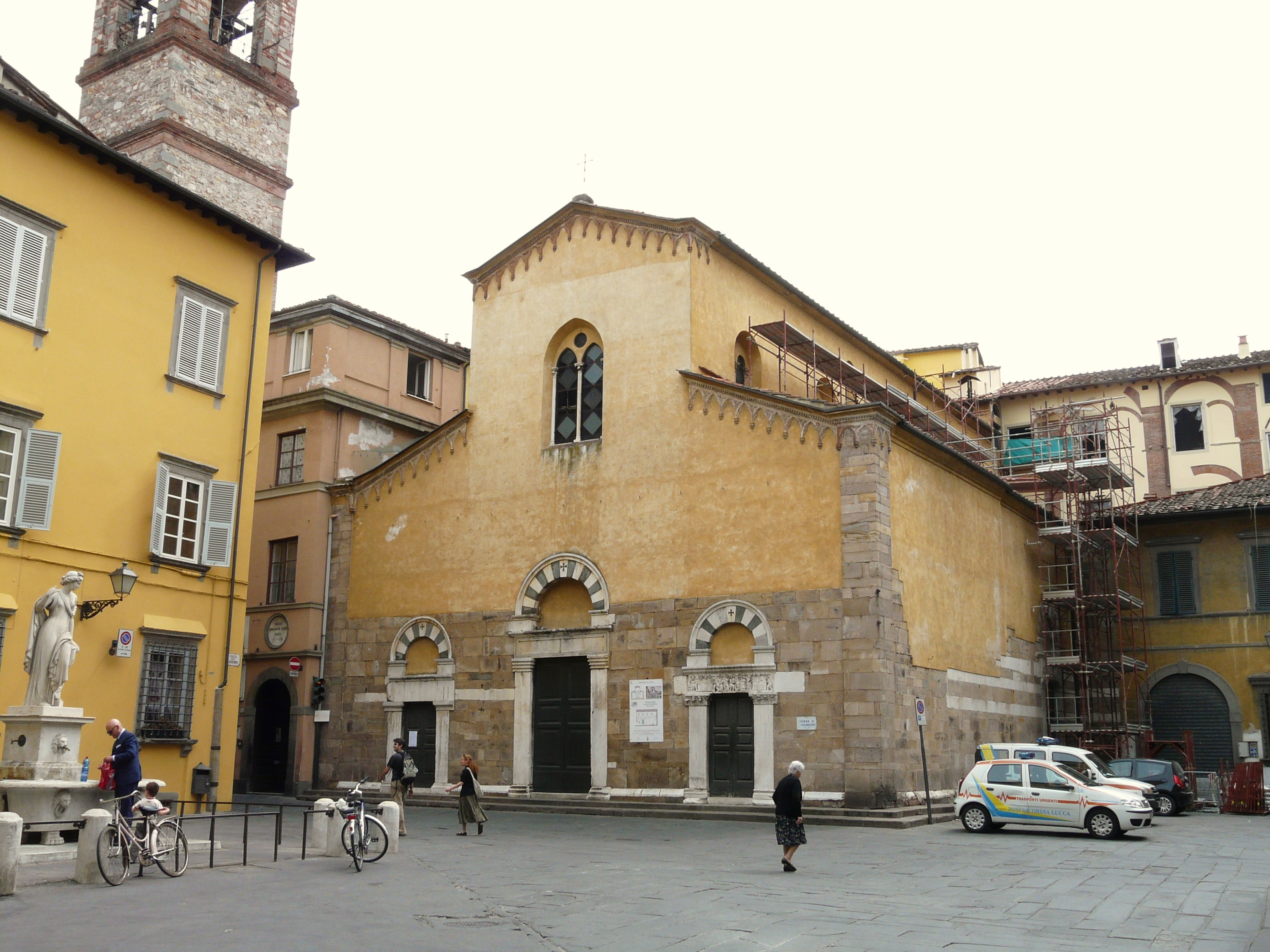
La chiesa di San Salvatore
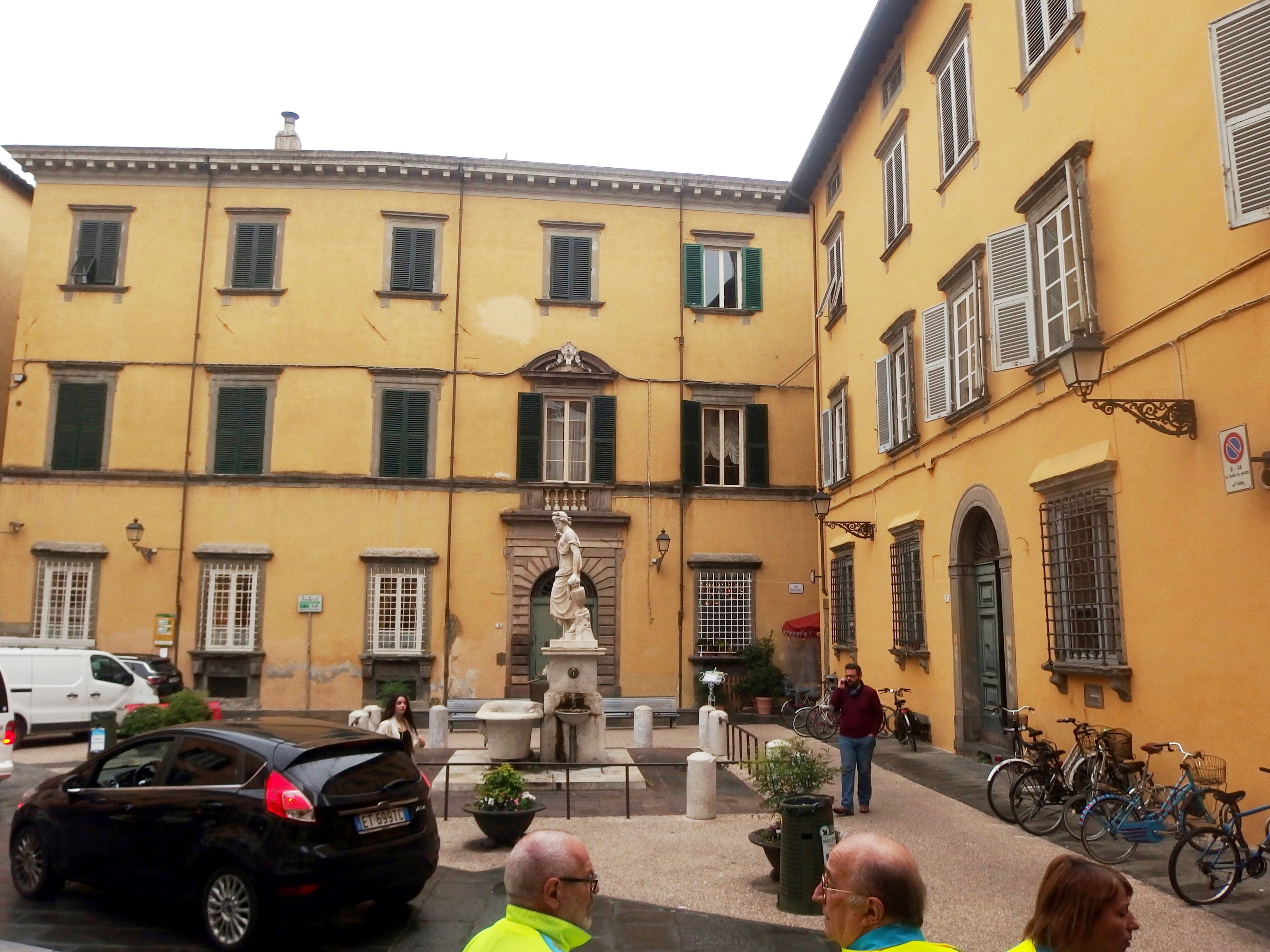
Palazzo Cenami
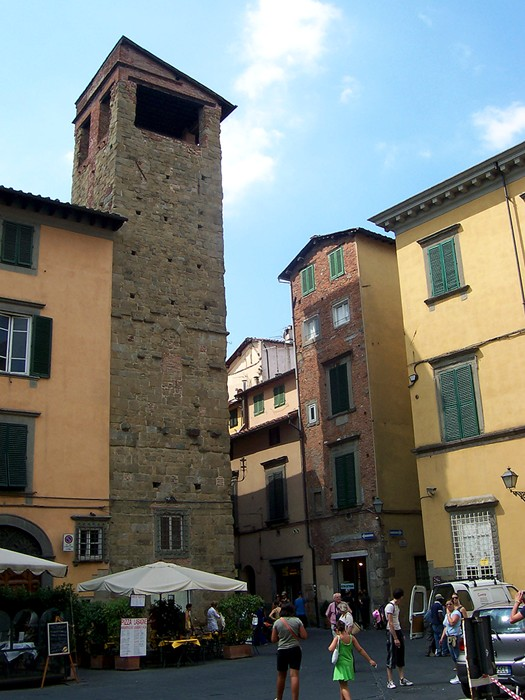
Torre Del Veglio